# Andreas Graffius
Andreas Graffius, (névváltozat: Graffius András; 17. század első fele)  erdélyi szász evangélikus lelkész. 

## Élete
Medgyesen született, eleinte itt volt segédtanár, de 1637 körül távozásra kényszerült egyrészt életmódja, másrészt az evangélikus papság elleni gúnyirata miatt. 1637-tő Bártfán volt tanár, 1639-től Zsolnán igazgató. 1644-től Trencsénben tanított és valószínűleg itt is halt meg. 

## Művei
- Pastor Transsylvano Saxo. Qui quod vult, facit, guod non vult, audit (Ez volt a gúnyirat, amely miatt távoznia kellett Medgyesről. A megjelenése után a káptalani nagy gyűlés tilalom alá helyezte.)
- Lex mihi Ars. Studium Eloquentiae absolutum (Lőcse 1643)
- Methidoca Poëtices praecepta (Zsolna 1642)
- Methaphysica; Therapeutica scholastica; Sacer centennarius decem fidei articulorum (Trencsén 1642)
- Peripatheticum Theatrum Naturae (1644); Moralis corona animae adornata (1645).